# ネルソン・オリヴェイラ
ネルソン・ミゲル・カストロ・オリヴェイラ（Nélson Miguel Castro Oliveira CavIH, 1991年8月8日 - ）は、ポルトガル・バルセロス出身のサッカー選手。ヴィトーリアSC所属。ポジションはフォワード。

## 経歴
バルセロスに生まれると、15歳の時にSCブラガのユースからSLベンフィカのユースへ移動し、両方のチームで得点を量産した。2008-09になると、キケ・フローレス監督の好意からシーズン前に行われたGDエストリル・プライアとのプレシーズンマッチで招集され、トップチームデビューをした。さらに、UEFAカップのSSCナポリ戦にも呼ばれたが出番はなく、最終的にユースチームへ戻っていった。
2009-10シーズンは同様のことが起こった。2010年1月に6月までリオ・アヴェFCにレンタルで在籍すると、2月7日のレイションイスSCをホームに迎え2-0で勝利した試合で残り10分に出場したのがプロ、そしてスーペル・リーガデビュー戦だった。当初このレンタルは、2010-11シーズン終了までの契約だったが、2010年8月12日にFCパソス・デ・フェレイラへ貸し出され、9月12日の1-1と引き分けたCSマリティモ戦で移籍後初出場をするとプロ初ゴールを記録した。さらに翌月のアソシアソン・ナヴァル・プリメイロ・デ・マイオではFKを決め、これが決勝ゴールになり2-1で勝利した。
2011年10月14日、アウェーで2-0と勝利したタッサ・デ・ポルトガルのポルティモネンセSC戦で後半から45分プレーしたのが、ベンフィカでの公式戦デビュー戦だった。翌年の1月18日、CDサンタ・クララをホームに迎えたタッサ・ダ・リーガの試合では、ゴールを決め2-0で勝利した。翌月になるとポルトガルサッカー連盟は同大会に対し最低でも2人のポルトガル人選手が45分プレーしなくてはならないとのルールを設けたため、次のCSマリティモ戦にも出場したオリヴェイラは、再びゴールを決め3-0で勝利した。
2012年3月6日、UEFAチャンピオンズリーグ 2011-12のFCゼニト・サンクトペテルブルク戦で残り10分の所で出場し、CLデビューをするとロスタイムに決勝ゴールを決め2-0で勝利した。チームは2試合合計で4-3と勝利したことによりベスト8へと駒を進めた。
2012年7月31日、何人もの同胞と共にスペインのデポルティーボ・ラ・コルーニャへシーズン終了までの契約でレンタル移籍をした。8月20日、リーガ・エスパニョーラ開幕戦ではCAオサスナに対し、カウンター攻撃から90分に移籍後初ゴールを決め2-0で勝利した。しかし、途中出場が多く、チームも降格した。
2013年7月26日、スタッド・レンヌへのレンタル移籍が決定。
2014年12月23日、アフリカネイションズカップ2015に参加するために離脱するウィルフリード・ボニーの代役として、スウォンジー・シティAFCへレンタル移籍した。
2015年9月4日、チャンピオンシップのノッティンガム・フォレストFCにシーズン末までのローンで加入した。
2016年8月30日、ノリッジ・シティFCに移籍した。
2019年1月22日、レディングFCにレンタル移籍した。
2019年7月20日、AEKアテネFCに2年契約で移籍した。
2021年7月9日、PAOKテッサロニキに移籍した。

## 代表歴

### ユース
U-17代表としてUEFA U-17欧州選手権2008に出場。2009年にU-19代表としてUEFA U-19欧州選手権2次予選のメンバーに選ばれるもウクライナで行われる本大会進出は逃した。翌年の同大会には本戦へと出場し、イタリア戦で先制ゴールを決め2-0で勝利した。
2011年5月22日、U-20代表としてトゥーロン国際大会に出場 し3試合1ゴールを記録した。また、同年にコロンビアで開催された2011 FIFA U-20ワールドカップにも出場すると3ゴールを決め決勝へ進出し、ブラジル戦では1ゴール1アシストとチームの全ゴールに絡む活躍をみせるも、延長戦にオスカルにゴールを決勝ゴールを挙げられ涙を飲んだ。その後の表彰で2番目の最優秀選手に送られるシルバーボールを受賞した。
2011年10月6日、UEFA U-21欧州選手権2013予選のポーランド戦でU-21代表デビューをすると、ホームのモルドバ戦で初ゴールを決め5-0で勝利した。

### シニア
2012年2月24日、ワルシャワで行われるポーランドとの親善試合に向け初招集 され、0-0と引き分けている中、残り10分のところでナニに代わりピッチに入り、ポルトガル代表デビューを果たす と、その後のUEFA EURO 2012のメンバーに選ばれた。グループステージ初戦の0-1で敗戦したドイツ戦では、エルデル・ポスティガに代わり20分出場した。その後、準決勝で敗退するまでの間に3試合出場したが、全て途中出場だった。
EURO 2012後の最初の試合となった同年8月15日のパナマとの親善試合で代表初得点を挙げ、2-0で勝利した。

## 個人成績

### クラブ
| クラブ                                | シーズン | リーグ             | リーグ | リーグ | カップ | カップ | リーグカップ | リーグカップ | 国際大会 | 国際大会 | 合計 | 合計 |
| クラブ                                | シーズン | リーグ             | 出場   | 得点   | 出場   | 得点   | 出場         | 得点         | 出場     | 得点     | 出場 | 得点 |
| ------------------------------------- | -------- | ------------------ | ------ | ------ | ------ | ------ | ------------ | ------------ | -------- | -------- | ---- | ---- |
| ベンフィカ                            | 2011-12  | プリメイラ・リーガ | 12     | 0      | 3      | 0      | 5            | 2            | 2        | 1        | 22   | 3    |
| ベンフィカ                            | 2014-15  | プリメイラ・リーガ | 0      | 0      | 1      | 0      | 0            | 0            | 1        | 0        | 2    | 0    |
| リオ・アヴェ (loan)                   | 2009-10  | プリメイラ・リーガ | 10     | 0      | 2      | 0      | 0            | 0            | —        | —        | 12   | 0    |
| パソス・フェレイラ (loan)             | 2010-11  | プリメイラ・リーガ | 23     | 4      | 1      | 0      | 7            | 1            | —        | —        | 31   | 5    |
| デポルティーボ・ラ・コルーニャ (loan) | 2012-13  | ラ・リーガ         | 30     | 4      | 1      | 0      | —            | —            | —        | —        | 31   | 4    |
| レンヌ (loan)                         | 2013-14  | リーグ・アン       | 30     | 8      | 4      | 0      | 1            | 0            | —        | —        | 35   | 8    |
| スウォンジー・シティ (loan)           | 2014-15  | プレミアリーグ     | 10     | 1      | 1      | 0      | 0            | 0            | —        | —        | 11   | 1    |

### 代表
| ポルトガル代表 | 国際Aマッチ | 国際Aマッチ |
| 年             | 出場        | 得点        |
| -------------- | ----------- | ----------- |
| 2012           | 8           | 1           |
| 2013           | 6           | 0           |
| 2015           | 2           | 0           |
| 2017           | 1           | 1           |
| 通算           | 17          | 2           |

### 代表での得点
| # | 開催日        | 開催地                             | 対戦国       | スコア | 結果 | 大会                        |
| - | ------------- | ---------------------------------- | ------------ | ------ | ---- | --------------------------- |
| 1 | 2012年8月15日 | ファロ、エスタディオ・アルガルヴェ | パナマ       | 1–0    | 2–0  | 親善試合                    |
| 2 | 2017年8月31日 | ポルト、エスタディオ・ド・ドラゴン | フェロー諸島 | 5–1    | 5–1  | 2018 FIFAワールドカップ予選 |

## タイトル

### クラブ
SLベンフィカ
- タッサ・ダ・リーガ : 2011-2012
- スーペルタッサ・カンディド・デ・オリベイラ : 2014

### 代表
ポルトガル U-20
- 2011 FIFA U-20ワールドカップ シルバーボール
- グローボ・デ・オウロ（英語版）新人賞 : 2012

### 個人

#### 勲章
- エンリケ航海王子勲章騎士章[21]